# NTT西日本-三重

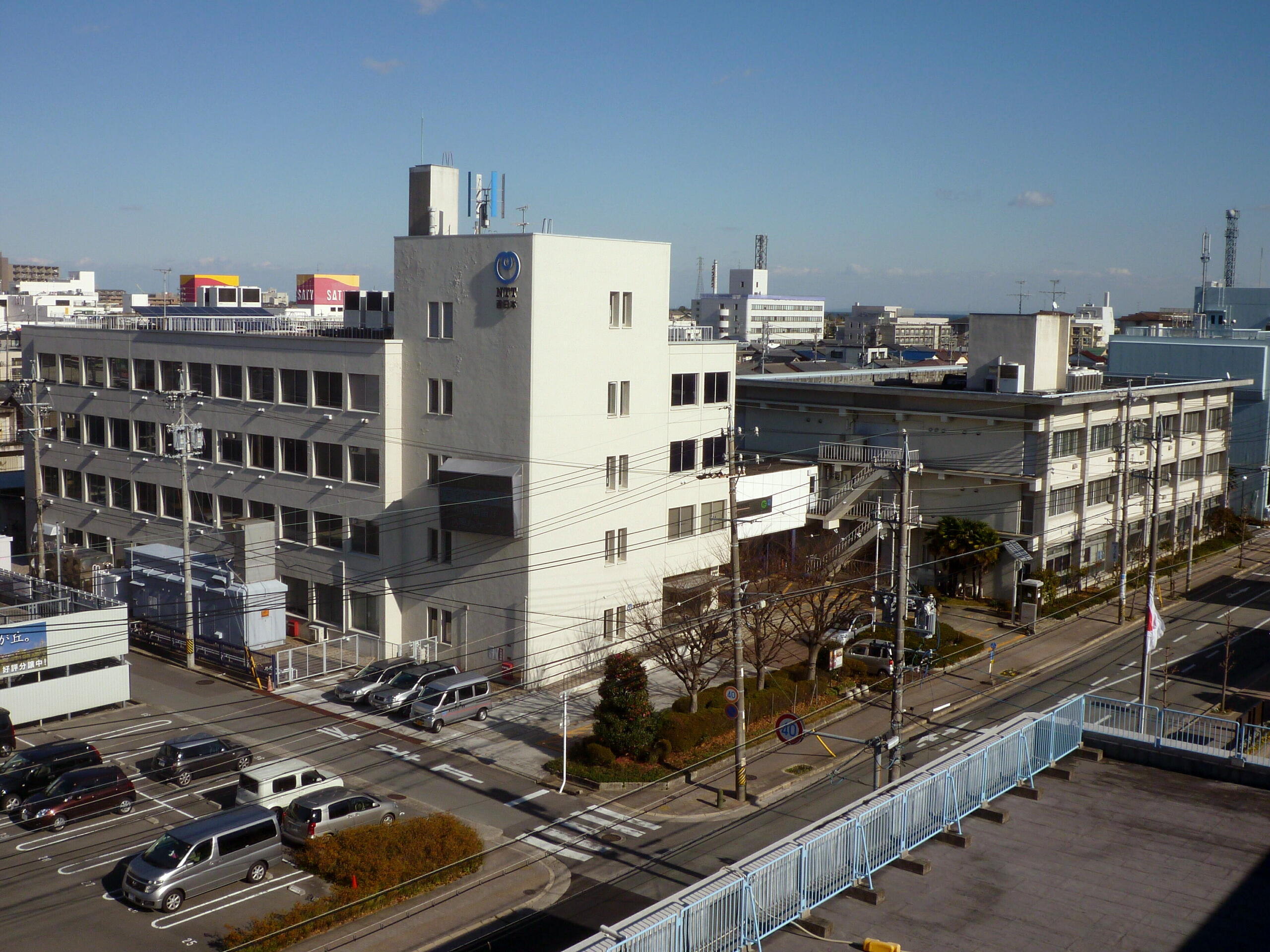
かつて本社が入っていたNTT津桜橋ビル

NTT西日本-三重（エヌティティにしにほん-みえ）は、かつて存在した西日本電信電話（NTT西日本、大阪市）の子会社。三重県津市に本社を置き、電気通信設備関係や工事関係などで主に三重県を管轄していたが、2008年にNTT西日本-東海（現・NTTビジネスソリューションズ）に統合された。

## 沿革
- 2006年（平成18年）7月1日 - 設立[1]。
- 2008年（平成20年）7月1日 - NTT西日本-東海、静岡、岐阜および三重の4社が合併し、NTT西日本-東海となる[2]。

## 本社
〒514-0003 三重県津市桜橋二丁目149番地

## 事業内容
- 電気通信設備に関る設備提案、設計、工事、保守、交換局管理、コンサルティング及び設備・品質管理。IP電話やインターネット接続サービスを担当。
- 西日本電信電話株式会社等からの問い合わせ、注文受付、販売業務等の受託等

## 担当地域
- 三重県全域（桑名郡木曽岬町及び南牟婁郡紀宝町を除く）
- 例外
  - 奈良県宇陀郡御杖村神末の一部

## 広報活動
- 合併後も、地元放送局の三重テレビ、FM三重を中心に、三重支店独自のCMを放送していた。